# Sudungdewo
Sudungdewo is een bestuurslaag in het regentschap Wonosobo van de provincie Midden-Java, Indonesië. Sudungdewo telt 2968 inwoners (volkstelling 2010).